# Brandão (futebolista)
Evaeverson Lemos da Silva, mais conhecido como Brandão (Brusque, 16 de junho de 1980), é um ex-futebolista Brasileiro que atuava como centroavante. Seu último clube foi o Levadiakos, da Grécia.

## Carreira

### União Bandeirante
Após um início com muito destaque, fez 7 gols em 26 jogos, o que chamou a atenção de outros clubes maiores do Campeonato Paranaense, entre eles Coritiba e Paraná Clube.
Após isso foi vendido ao Iraty.

### ADAP/Galo Maringá
Foi emprestado para o ADAP/Galo Maringá do Paraná, para atuar na 2ª divisão do Campeonato Paranaense. Destacou-se durante a competição, sendo peça fundamental na campanha invicta que levou o time ao título. Teve participação decisiva, marcando um dos gols mais importantes do torneio e ajudando a equipe a garantir o acesso à primeira divisão do futebol paranaense.

### Iraty
Vindo de um excelente Campeonato Paranaense, Firmou contrato com o Iraty, Onde fez um excelente Campeonato Brasileiro - Série C com gols importantes, despertando o interesse do São Caetano, vindo a ser emprestado. 

### São Caetano
Sendo novamente destaque, marcando 7 gols em 20 jogos, o São Caetano decidiu apostar no jogador.

### Shakhtar Donetsk
Correspondendo com alguns gols decisivos, rapidamente se transferiu para o futebol europeu. O destino era o Shakhtar Donetsk da Ucrânia, que ainda não tinha a mesma visibilidade que agora tem no cenário mundial. Brandão se tornou o 4º maior artilheiro do clube, realizando 140 jogos e marcando 65 gols durante 7 anos no Campeonato Ucraniano. No total de sua passagem pela Ucrânia, foram 220 jogos e 91 gols.

### Olympique de Marseille
Após esse tempo, foi contratado como um dos grandes reforços do Olympique de Marseille para a disputa do Campeonato Francês. De 2009 até 2011, disputou 82 partidas no Campeonato Francês e marcou apenas 17 gols. No total realizou 114 jogos e marcou 31 gols. Apesar disso, é muito querido pela torcida do time de Marselha por fazer gols decisivos (algo comum em sua carreira), inclusive na Champions League.

### Cruzeiro
Em 25 de março de 2011, acertou por empréstimo com o Cruzeiro a sua volta ao futebol brasileiro, sendo considerado a maior contratação para a disputa da Copa Libertadores da América de 2011 e Brasileirão 2011. Com 6 jogos e nenhum gol, não emplacou e teve suas chances reduzidas na equipe celeste.

### Grêmio
No dia 3 de agosto de 2011, sem chances no Cruzeiro, Brandão foi repassado pelo Olympique para o Grêmio, novamente por empréstimo. Logo com uma breve lesão de André Lima, Brandão começou trabalho com frequência e imediatamente fazendo papel de centroavante camisa 9 do time. Foi fundamental na vitória fora de casa do Grêmio sobre o Bahia por 2 a 1 ao marcar seu primeiro gol no tricolor gaúcho de cabeça. Logo em seguida, marcou mais um diante do Santos e também de cabeça, jogo que o Grêmio acabou vencendo por 1x0, no Estádio Olímpico Monumental. Na partida seguinte diante do Coritiba, Brandão acabou se lesionando seriamente, o que o acabou tirando do Grêmio por semanas. Em sua volta aos gramados, deu a volta por cima, marcando dois gols em dois jogos, uma sequência impressionante de um gol por jogo para um jogador do banco de reservas gremista. No dia 13 de novembro, marcou o primeiro dos dois gols no empate contra o Palmeiras no Estádio Olímpico Monumental, já o segundo foi três dias mais tarde, em 16 de novembro, ofereceu dificuldades aos zagueiros do Fluminense, na derrota por 5 a 4, considerado um dos jogos mais espetaculares do ano de 2011. Desde os tempos do Shakhtar Donetsk, Brandão nunca tinha vivido uma fase tão proveitosa e que agradasse aos seus torcedores.

### O retorno ao Olympique de Marseille
Contudo, no dia 7 de janeiro de 2012, o Grêmio confirmou a saída de Brandão em seu site oficial. A direção do clube gaúcho não conseguiu acertar a prorrogação de empréstimo do atacante até o fim do ano e ele retorna para o clube francês, detentor dos seus direitos até 2013. O pedido de retorno partiu do técnico Didier Deschamps, que quer contar com o jogador nesse ano de 2012. Brandão agradeceu a torcida do Grêmio pelo apoio em 2011 e diz que estará torcendo pelo sucesso do clube mesmo estando fora do país.  No dia 13 de março de 2012 após entrar lugar de Loïc Rémy aos 42 do 2º Tempo, fez o gol aos 46 minutos garantido para o Olympique a vaga para a próxima fase da Liga dos Campeões.

### Saint-Étienne
No dia 14 de agosto de 2012, acertou sua transferência para o Saint-Étienne, assinando contrato por dois anos e permanecendo no futebol francês.

### Bastia
No dia 5 de agosto de 2014, acertou sua transferência para o Bastia, assinando contrato por um ano e permanecendo no futebol francês.Para concluir a transferência, o clube teve de honrar uma dívida de 150 mil euros (R$ 455,5 mil) com o clube rival referente à aquisição do zagueiro francês Sylvain Marchal, em 2012.

## Estatísticas
Atualizado até 3 de novembro de 2012.
| Clube                  | Temporada         | Liga  | Liga | Copa  | Copa | Competições continentais | Competições continentais | Outros | Outros | Total | Total |
| Clube                  | Temporada         | Jogos | Gols | Jogos | Gols | Jogos                    | Gols                     | Jogos  | Gols   | Jogos | Gols  |
| ---------------------- | ----------------- | ----- | ---- | ----- | ---- | ------------------------ | ------------------------ | ------ | ------ | ----- | ----- |
| Shakhtar Donetsk       | 2002–03           | 18    | 4    | 6     | 1    | 2                        | 0                        | -      | -      | 26    | 5     |
| Shakhtar Donetsk       | 2003–04           | 18    | 8    | 3     | 1    | 5                        | 1                        | -      | -      | 26    | 10    |
| Shakhtar Donetsk       | 2004–05           | 21    | 12   | 5     | 5    | 10                       | 3                        | -      | -      | 36    | 20    |
| Shakhtar Donetsk       | 2005–06           | 26    | 15   | 1     | 1    | 9                        | 5                        | -      | -      | 36    | 20    |
| Shakhtar Donetsk       | 2006–07           | 20    | 9    | 5     | 1    | 10                       | 0                        | 1      | 0      | 36    | 10    |
| Shakhtar Donetsk       | 2007–08           | 25    | 12   | 3     | 2    | 10                       | 5                        | 1      | 0      | 39    | 19    |
| Shakhtar Donetsk       | 2008–09           | 12    | 5    | 1     | 0    | 7                        | 1                        | 1      | 0      | 21    | 6     |
| Total                  | Total             | 140   | 65   | 24    | 11   | 53                       | 15                       | 3      | 0      | 220   | 91    |
| Olympique de Marseille | 2008–09           | 17    | 7    | 1     | 0    | 0                        | 0                        | -      | -      | 18    | 7     |
| Olympique de Marseille | 2009–10           | 43    | 13   | 2     | 0    | 8                        | 1                        | 3      | 4      | 56    | 18    |
| Olympique de Marseille | 2010–11           | 31    | 4    | 1     | 0    | 7                        | 2                        | 3      | 1      | 42    | 7     |
| Olympique de Marseille | 2011–12           | 17    | 1    | 5     | 5    | 4                        | 1                        | -      | -      | 26    | 7     |
| Total                  | Total             | 109   | 26   | 9     | 5    | 19                       | 4                        | 6      | 5      | 143   | 39    |
| Cruzeiro               | 2011              | 5     | 0    | 0     | 0    | 1                        | 0                        | 0      | 0      | 6     | 0     |
| Total                  | Total             | 5     | 0    | 0     | 0    | 1                        | 0                        | 0      | 0      | 6     | 0     |
| Grêmio                 | 2011              | 14    | 4    | 0     | 0    | 0                        | 0                        | 0      | 0      | 14    | 4     |
| Total                  | Total             | 14    | 4    | 0     | 0    | 0                        | 0                        | 0      | 0      | 14    | 4     |
| Saint-Étienne          | 2012–13           | 8     | 3    | 2     | 1    | 0                        | 0                        | 0      | 0      | 10    | 4     |
| Total                  | Total             | 0     | 0    | 0     | 0    | 0                        | 0                        | 0      | 0      | 0     | 0     |
| Total na carreira      | Total na carreira | 249   | 89   | 35    | 17   | 73                       | 19                       | 9      | 5      | 366   | 130   |

## Títulos
Shakhtar Donetsk
- Campeonato Ucraniano: 2004-05, 2005-06 e 2007-08
- Copa da Ucrânia: 2003-04 e 2007-08
- Supercopa da Ucrânia: 2005 e 2008

Olympique de Marseille
- Copa da Liga Francesa: 2009-10, 2010-11 e 2011-12
- Campeonato Francês: 2009-10
- Supercopa da França: 2010

Cruzeiro
- Campeonato Mineiro: 2011

Saint-Étienne
- Copa da Liga Francesa: 2012-13

## Artilharias
- Campeonato Ucraniano: 2005-06 – 15 gols
- Copa da Liga Francesa: 2009-10 – 4 gols